# Politica economica

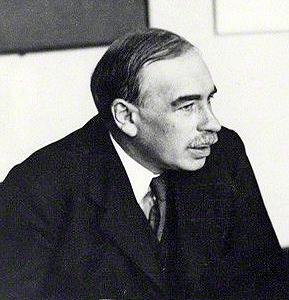
John Maynard Keynes, fu autore dell'economia mista ovvero dell'interventismo statale nell'economia di mercato per riequilibrare eventuali distorsioni del mercato, in termini di occupazione e redistribuzione della ricchezza, da parte dell'interesse privato (Teoria generale dell'occupazione, dell'interesse e della moneta)

La politica economica, in economia, è la disciplina che studia gli effetti dell'intervento dei poteri pubblici (Stato, Banca centrale, ed altre autorità) e dei soggetti privati (imprese, famiglie,...) nell'economia allo scopo di elaborare interventi destinati a modificare l'andamento del sistema economico a livello macroeconomico per il raggiungimento di determinati obiettivi economici prefissati (ad es. fissati in Italia in legge finanziaria e def). Tipica dei sistemi a economia pianificata ed economia mista, di essa fanno parte la politica agraria, la politica industriale, la politica di bilancio, la politica fiscale e la politica monetaria, la politica dei redditi.

## Storia

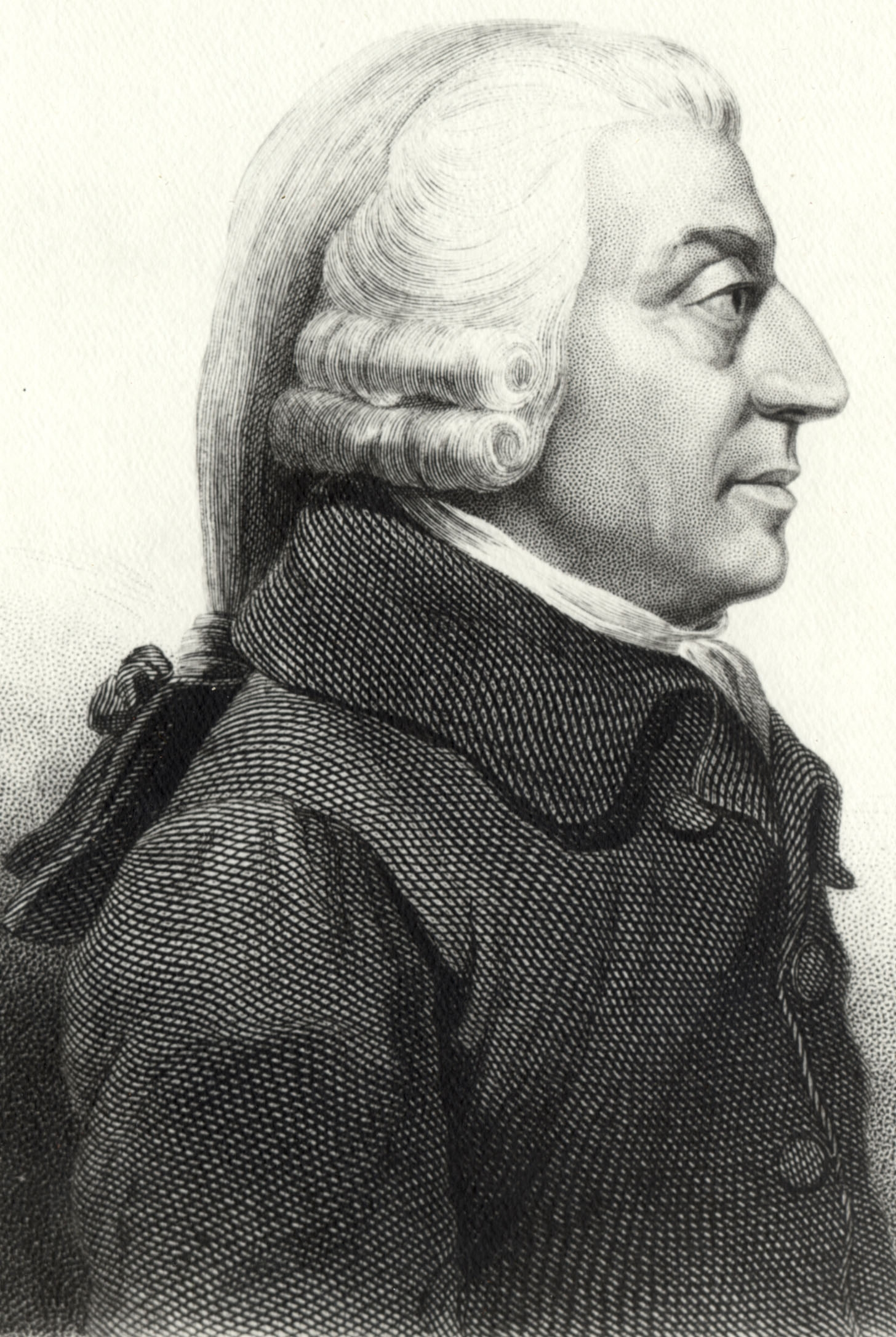
Adam Smith, fautore del liberismo e dell'economia di mercato pura, attraverso la cosiddetta mano invisibile portando all'equilibrio economico (La ricchezza delle nazioni)

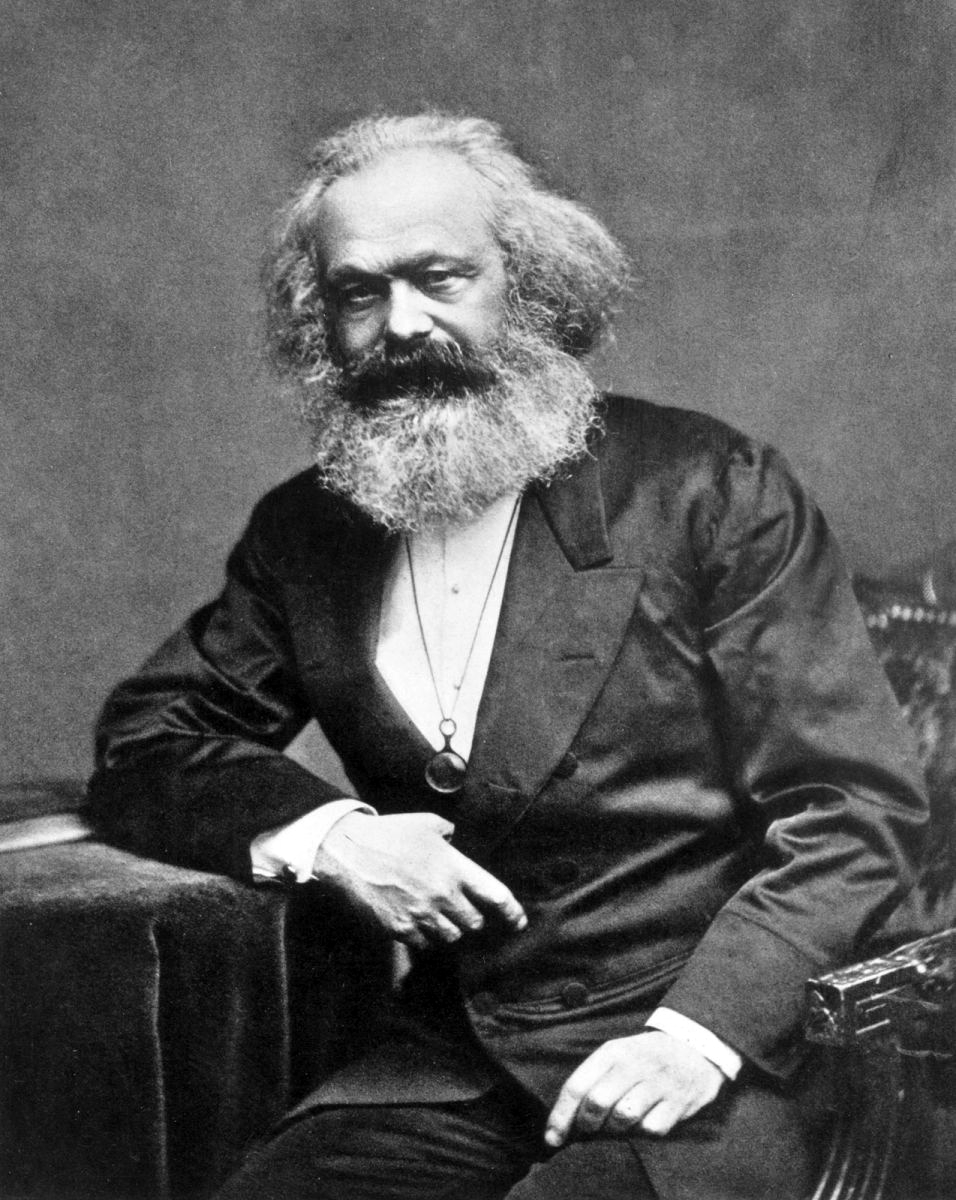
Karl Marx, secondo il quale il sistema economico capitalista con il progressivo sfruttamento dei lavoratori avrebbe condotto al collasso del sistema stesso attraverso l'impoverimento crescente della classe operaia, idea presa a riferimento dai modelli ad economia pianificata come i regimi socialisti-comunisti (Il Capitale)

Storicamente l'esigenza di una politica economica si manifesta allorché appare chiaro che l'economia lasciata in mano agli interessi egoistici dei singoli operatori non è in grado di evitare squilibri e diseguaglianze economiche capaci di rendere instabili l'economia stessa, oltre che il tessuto sociale di un paese e i rapporti tra nazioni.
Adam Smith riteneva che nel mercato operasse una mano invisibile, in virtù della quale l'interesse privato si trasformava in interesse collettivo. Nessuno avrebbe potuto fare meglio di quanto faceva per conto suo il mercato, capace di stabilire in modo continuo equilibri tra le forze in gioco. L'interazione della domanda e dell'offerta genererebbe di continuo prezzi di equilibrio capaci di soddisfare entrambe le parti, garantendo ad esempio condizioni di pieno impiego.
Le politiche economiche liberiste, che al pensiero economico di Smith si ispirano, tendono quindi a promuovere la rimozione di ogni vincolo al libero dispiegarsi delle forze di mercato e a tracciare un ruolo il più possibile ridotto per lo Stato, il cui compito dev'essere quello di non intervenire o di intervenire il meno possibile nell'economia, dove devono prevalere gli "spiriti animali". Le posizioni liberiste di Smith sono state successivamente da molti criticate, man mano che si prende coscienza che esse richiedono condizioni di mercato che difficilmente si trovano nella realtà (concorrenza perfetta).
Karl Marx immagina un sistema economico in cui il progressivo sfruttamento dei lavoratori avrebbe condotto al collasso del sistema economico attraverso l'impoverimento crescente della classe operaia, e alla necessità di una svolta politica di stampo rivoluzionario, per poi ricostruire un sistema economico di stampo egualitario.
Secondo John Maynard Keynes, i sistemi economici non sono sempre in grado di raggiungere l'equilibrio di pieno impiego in modo automatico, cioè senza interventi statali. Al contrario, è possibile che essi si attestino su posizioni di equilibrio di sottoccupazione, determinate da carenze nella domanda aggregata. In questa concezione, la politica economica ha il ruolo di stimolare la domanda e permettere di raggiungere il pieno impiego delle risorse. In Italia, uno dei maggiori interpreti del pensiero keynesiano è stato Federico Caffè.

### Stato attuale
Mentre nella prima metà del XX secolo erano prevalse politiche economiche tese a governare l'economia tramite l'intervento pubblico (sia in termini normativi che di spesa pubblica) (economia pianificata), nella seconda metà del secolo si sono gradatamente imposte tendenze liberiste, tendenti al "lasciar fare" del mercato (economia di mercato). Tali teorie di tipo microeconomico sono state solitamente unite ad impostazioni monetariste per l'aspetto più strettamente macroeconomico.
Il risultato delle politiche liberiste appare di gran lunga inferiore alle aspettative all'inizio del terzo millennio, per cui si ricomincia a considerare attentamente politiche di tipo Keynesiano ovvero un'attestazione del sistema economico basato su un modello di economia mista.

## Descrizione
Nell'ambito della scienza economica si vuole distinguere tra l'economia politica che studia o analizza la situazione economica esistente cioè ciò che è, e politica economica che invece studia ciò che deve o ciò che si desidererebbe che fosse.
Pertanto lo studio della politica economica presuppone, anche didatticamente, l'analisi dell'esistente, vale a dire lo studio dell'economia politica.
Poiché l'economia risulta in continuo mutamento sotto la spinta di interessi economici e pulsioni umane, lo scopo della politica economica è di modificare l'andamento spontaneo dell'economia dopo averlo opportunamente studiato ovvero analizzato.
A seconda di una maggiore o minore influenza dello Stato sul sistema economico tramite politiche economiche si parla di:
- economia di mercato;
- economia pianificata;
- economia mista.

### Interventi a breve, medio e lungo termine

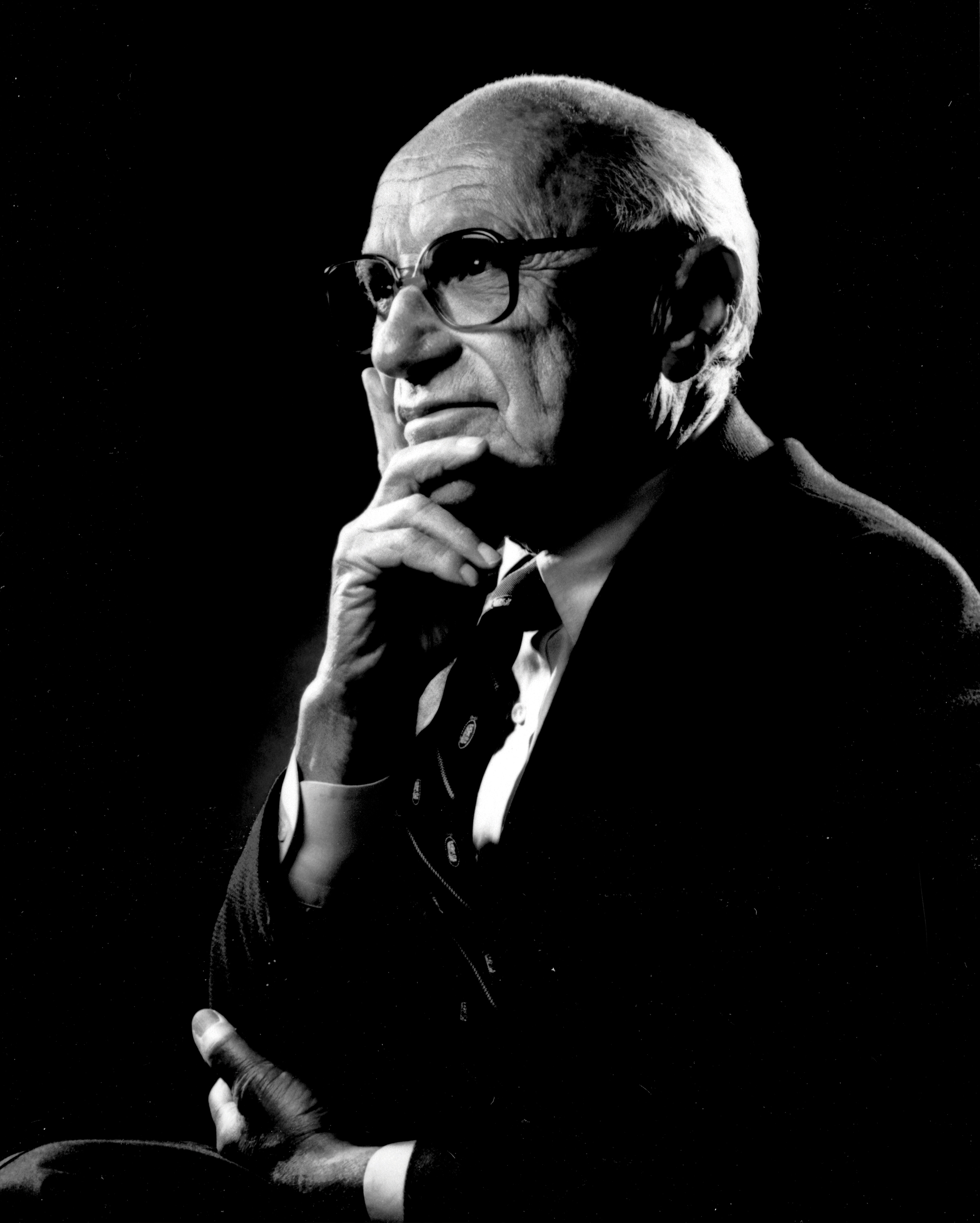
Milton Friedman, fondatore del monetarismo

Nell'ambito della politica economica si studiano gli interventi con un orizzonte temporale a breve termine, medio termine e a lungo termine. Le tre tipologie di interventi si differenziano, oltre che per il fatto di attendere risultati nei termini previsti, anche per il contesto: negli interventi a breve si suppone un'economia nazionale statica, che quindi non viene modificata strutturalmente dagli interventi. Gli interventi a lungo termine assumono invece un contesto dinamico, in cui gli effetti strutturali degli interventi alterano l'economia futura e vanno tenuti presenti per valutare gli effetti negli anni successivi.

## Teoria macroeconomica della politica economica
Oggetto di particolare studio teorico, nell'ambito della Macroeconomia, sono due tipi di politica economica: la politica di bilancio e la politica monetaria.
La politica di bilancio consiste nella decisione dell'ammontare delle tasse e della spesa pubblica, e la sua determinazione spetta al governo. Si ha una politica di bilancio espansiva se si aumenta la spesa pubblica e/o si diminuiscono le imposte: secondo le teorie keynesiane, opposte a quelle degli economisti neoclassici dell'epoca (che si opponevano all'intervento dello Stato in economia), tale politica dovrebbe far aumentare la domanda aggregata, favorire un'espansione dell'economia, un aumento del reddito nazionale, degli stipendi e dell'occupazione (crescita economica); gli effetti positivi di un aumento della spesa pubblica possono essere incrementati dal cosiddetto moltiplicatore keynesiano, al punto che anche un aumento della spesa pubblica accompagnato da un pari aumento delle tasse (pareggio di bilancio) potrebbe far espandere l'economia.
Se invece la spesa pubblica aumenta mentre le entrate (tasse) restano ferme o diminuiscono, il deficit pubblico aumenta, con conseguenze negative sul debito pubblico. Inoltre, se si accetta la relazione inversa tra disoccupazione e inflazione (vedi curva di Phillips), una politica espansiva dovrebbe provocare un aumento dell'inflazione. Per ridurre un deficit pubblico eccessivo, si possono adottare politiche di bilancio restrittive: aumento di tasse e diminuzione della spesa pubblica. A livello di crescita economica tali politiche avrebbero effetti opposti a quelle espansive, ma destinate a far fronte a problemi di finanza pubblica. Per contrastare il ciclo economico, che presenta periodicamente tassi di disoccupazione o di inflazione superiori a quelli fisiologici, si possono adottare politiche di fine tuning: la politica economica dovrebbe essere espansiva quando si è in recessione e restrittiva quando invece un'eccessiva espansione provoca troppa inflazione.
La politica monetaria è di responsabilità invece della Banca centrale, e consiste principalmente nel controllo dell'offerta di moneta, nel controllo dei tassi di interesse e nel razionamento del credito. Nell'approccio liberista la politica monetaria ha lo scopo principale di controllare l'inflazione; la sua effettiva efficacia dipende da vari fattori. Quanto agli effetti della politica monetaria sulla domanda aggregata (e quindi sul PIL), si va dalla posizione dei monetaristi secondo cui un aumento dell'offerta di moneta (politica monetaria espansiva) può far crescere l'economia nel breve termine, ma i suoi effetti si annullano nel lungo termine; a quella dei keynesiani secondo cui tale politica può, in particolari condizioni, far crescere l'economia aumentando l'offerta di moneta, ma in altri casi tale effetto può essere annullato da un fenomeno detto trappola della liquidità. Vanno citati anche i policy mix, in cui governo e banca centrale coordinano la politica di bilancio e monetaria in una strategia unica.
Gli effetti teorici delle politiche di bilancio e monetarie sono rappresentabili nel modello IS-LM: per esempio si vede come gli effetti delle politiche di bilancio sono compensati (e in certi casi addirittura annullati) da un fenomeno detto spiazzamento degli investimenti, che provoca un aumento dei tassi di interesse invece di un aumento della domanda.

### Statica comparata del Modello Classico
È possibile valutare quali sono le conseguenze su PIL, occupazione, livello dei prezzi e tasso di interesse di una variazione della spesa pubblica e dell'offerta di moneta da parte della Banca centrale, mettendo assieme il Modello IS-LM keynesiano e il modello Modello AD-AS.
Secondo l'ipotesi keynesiana l'investimento in titoli delle famiglie (risparmio S) non dipende solo dal tasso di interesse, ma anche dal livello del reddito (PIL) pertanto S = sY dove s è la propensione marginale al risparmio con 0<s<1. I titoli delle famiglie possono finanziare o l'investimento delle aziende I(r) con r tasso di interesse oppure la spesa pubblica dello Stato G pertanto:
{\displaystyle (1)\quad sY=I(r)+G}
La funzione I è decrescente in r infatti minore è il tasso di interesse più le imprese saranno propense a investire perché otterranno prestiti nel mercato dei capitali ad un tasso più basso. Pertanto:
{\displaystyle I^{'}(r)<0}

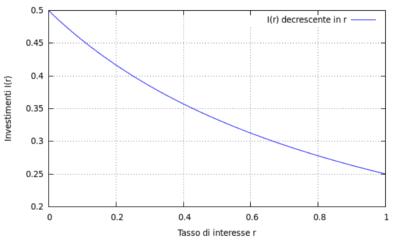
Andamento decrescente della curva degli investimenti I in funzione del tasso di interesse

Nel nostro sistema economico tutte le attività si suddividano in 2 categorie: quelle che maturano interessi dette "titoli" e quelle che non fruttano alcun interesse dette "moneta".
La domanda di moneta è la quantità di moneta di cui hanno bisogno le famiglie per provvedere agli acquisti. Essa cresce con l'aumentare del PIL infatti se il PIL cresce aumenta la necessità di moneta da parte delle famiglie per effettuare le proprie transazioni, mentre decresce con l'aumentare del tasso di interesse dei titoli perché le famiglie riterranno più conveniente investire in titoli piuttosto che possedere moneta.
La domanda di moneta quindi è una funzione differenziabile nelle 2 variabili Y ed r essendo r il tasso di interesse. Essendo L(Y,r) crescente in Y e decrescente in r risulta:
{\displaystyle L_{Y}(Y_{*},r_{*})={\dfrac {\delta L}{\delta Y}}>0}
e
{\displaystyle L_{r}(Y_{*},r_{*})={\dfrac {\delta L}{\delta r}}<0}
La domanda di moneta cresce in maniera proporzionale al livello dei prezzi infatti ad esempio quando i prezzi raddoppiano occorre una quantità doppia di moneta pertanto:
{\displaystyle M_{D}=p*L(Y,r)}
Inoltre poiché gli agenti economici possono detenere esattamente la quantità di moneta offerta dalla Banca centrale allora l'offerta di moneta deve eguagliare la domanda di moneta pertanto:
{\displaystyle (2)\quad p*L(Y,r)=M}
Ipotizzando che tutto il commercio si basi sullo scambio di beni e lavoro, la quantità di beni che un'azienda deve cedere in cambio di un'ora di lavoro si dice salario reale. Ma poiché il lavoro viene venduto in cambio di denaro e non di beni il salario reale è dato dal rapporto tra il salario nominale W e il prezzo P dei beni.
Considerato che il profitto di tutte le imprese facenti parte dell'economia è dato dalla differenza tra il PIL e il costo del lavoro impiegato:
{\displaystyle \Pi =f(N)-{\dfrac {W}{P}}N}
dove f(N) è il PIL che cresce con l'aumentare del numero di occupati N e supponendo inoltre che la funzione f(N) sia concava e cioè che cresca in misura sempre minore al crescere di N perché il lavoro è impiegato con una quantità fissa di capitale, pertanto risulta:
{\displaystyle {\dfrac {d(f(N))}{dN}}>0}
e
{\displaystyle {\dfrac {d^{2}(f(N))}{dN}}<0}

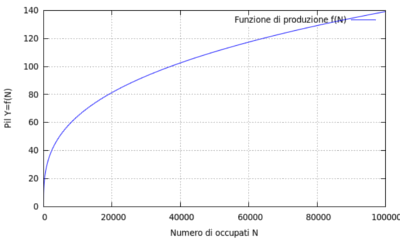
Andamento crescente e concavo della funzione di produzione Y=f(N)

Dove per il PIL risulta l'equivalenza:
{\displaystyle (3)\quad Y=f(N)}
Poiché le imprese tendono a massimizzare il profitto, calcolando la derivata del profitto e ponendola uguale a 0 si ha che la domanda di lavoro da parte delle imprese è:
{\displaystyle {\dfrac {d(f(N))}{dN}}={\dfrac {W}{P}}}
I lavoratori decidono la quantità di lavoro da offrire in base al salario reale uguale al rapporto tra il salario nominale e il livello dei prezzi percepito.
Chiaramente l'offerta di lavoro S aumenta con l'aumentare del salario reale perché potendo guadagnare di più le persone sono più propense a lavorare {\displaystyle S_{N}>0} , inoltre al crescere del tasso di interesse il salario reale deve aumentare per convincere le persone a lavorare piuttosto che a investire in titoli {\displaystyle S_{r}>0} quindi per la funzione offerta di lavoro S si ha:
{\displaystyle {\dfrac {W}{P}}=S(r,N)} con le derivate parziali entrambe positive: {\displaystyle S_{r}>0\quad S_{N}>0}

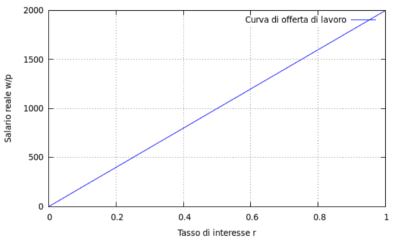
Andamento crescente della curva di offerta di lavoro in funzione del tasso di interesse

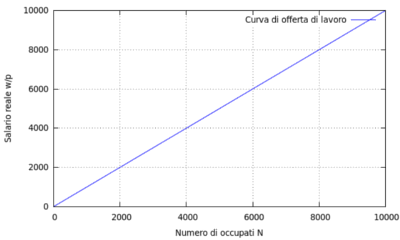
Andamento crescente della curva di offerta di lavoro in funzione del numero di occupati

Ricavando W/P dalla precedente relazione e sostituendola nell'altra si ottiene:
{\displaystyle (4)\quad f^{'}(N)=S(r,N)}
Ora considerato il sistema dato dalle 4 funzioni implicite sopra indicate dove P, r, Y, N si considerano variabili endogene ed M, G esogene:
{\displaystyle {\begin{array}{l}(1)\quad T(Y,r)=-sY+I(r)=-G\\(2)\quad L(Y,r)={\dfrac {M}{P}}\\(3)\quad Y=f(N)\\(4)\quad S(r,N)=f^{'}(N)\end{array}}}
poiché le 4 funzioni T, L, Y, S sono differenziabili e il determinante:
{\displaystyle det(J)=det\left({\begin{array}{cccc}0&{\dfrac {dI(r_{*})}{dr}}&-s&0\\{\dfrac {M}{p^{2}}}&L_{r}(Y_{*},r_{*})&L_{y}(Y_{*},r_{*})&0\\0&0&1&-{\dfrac {dF(N_{*})}{dN}}\\0&-S_{r}(N_{*},r_{*})&0&-S_{N}(N_{*},r_{*})+{\dfrac {d^{2}F(N_{*})}{dN}}\end{array}}\right)\neq 0}
si può applicare il teorema di invertibilità locale delle funzioni allora esistono 6 valori:
{\displaystyle Y_{*},r_{*},P_{*},N_{*},G_{*}=-T(Y_{*},r_{*}),M_{*}=L(Y_{*},r_{*})P_{*}}
tali che:
{\displaystyle \left({\begin{array}{cccc}0&{\dfrac {dI(r_{*})}{dr}}&-s&0\\{\dfrac {M}{p^{2}}}&L_{r}(Y_{*},r_{*})&L_{y}(Y_{*},r_{*})&0\\0&0&1&-{\dfrac {dF(N_{*})}{dN}}\\0&-S_{r}(N_{*},r_{*})&0&-S_{N}(N_{*},r_{*})+{\dfrac {d^{2}F(N_{*})}{dN}}\end{array}}\right)\left({\begin{array}{cc}dp\\dr\\dY\\dN\end{array}}\right)=\left({\begin{array}{cc}-dG\\{\dfrac {1}{p}}dM\\0\\0\end{array}}\right)}
Calcolando la matrice inversa di J e risolvendo il sistema si ottiene:
{\displaystyle {\begin{array}{l}(5)\quad dp={\dfrac {p^{2}(L_{r}S_{N}-L_{r}f^{''}(N)-L_{Y}S_{r}f^{'}(N))}{(I^{'}(r)S_{N}-I^{'}(r)f^{''}(N)+sS_{r}f^{'}(N))M}}dG+{\dfrac {p}{M}}dM\\(6)\quad dr={\dfrac {f^{''}(N)-S_{N}}{I^{'}(r)S_{N}-I^{'}(r)f^{''}(N)+sS_{r}f^{'}(N)}}dG\\(7)\quad dY={\dfrac {S_{r}f^{'}(N)}{I^{'}(r)S_{N}-I^{'}(r)f^{''}(N)+sS_{r}f^{'}(N)}}dG\\(8)\quad dN={\dfrac {S_{r}}{I^{'}(r)S_{N}-I^{'}(r)f^{''}(N)+sS_{r}f^{'}(N)}}dG\end{array}}}
La prima cosa che si nota è che la politica monetaria, cioè la variazione dell'offerta di moneta da parte della Banca centrale dM, ha effetti solo sull'inflazione p e non sul tasso di interesse r, sul PIL Y e sul numero di occupati N per cui se aumenta l'offerta di moneta cresce l'inflazione, se diminuisce l'offerta di moneta diminuisce anche l'inflazione, mentre non è possibile valutare l'effetto dell'incremento o del decremento della spesa pubblica sull'inflazione in quanto nella (5) il termine dG viene moltiplicato per una quantità il cui segno non può essere valutato.
Mettendo assieme la (7) e la (8) si ottiene:
{\displaystyle dN={\dfrac {dY}{f^{'}(N)}}}
e siccome il termine {\displaystyle f^{'}(N)>0} allora se il PIL aumenta cresce anche il numero di occupati, se il PIL diminuisce, diminuisce anche il numero di occupati.
Quindi volendo studiare la (6), la (7) e la (8) l'unico problema che sorge è quello di valutare il segno della disequazione nel punto di equilibrio:
{\displaystyle I^{'}(r)S_{N}-I^{'}(r)f^{''}(N)+sS_{r}f^{'}(N)>0}
che risulta uguale a:
{\displaystyle (9)\quad I^{'}(r)(f^{''}(N)-S_{N})<sS_{r}f^{'}(N)}
Si nota che ambo i membri della disequazione sono positivi per cui affinché la disequazione sia soddisfatta occorre che il primo membro della disequazione sia una quantità positiva minore del secondo membro.
Affinché il primo membro della disequazione sia più piccolo del secondo membro, essendo la funzione I decrescente in r, se la funzione I è convessa per cui {\displaystyle I^{''}(r)>0} allora occorre che r sia sufficientemente piccolo affinché {\displaystyle I^{'}(r)} sia il più piccolo possibile il che comporta molti investimenti da parte delle imprese, viceversa se la funzione I è concava per cui {\displaystyle I^{''}(r)<0} allora occorre che r sia sufficientemente grande affinché {\displaystyle I^{'}(r)} sia il più piccolo possibile il che comporta pochi investimenti da parte delle imprese. Essendo inoltre la funzione f(N) crescente e concava allora {\displaystyle f^{'}(N)} assume un valore molto alto quando gli investimenti sono bassi e il tasso di interesse è alto. Occorre poi che la propensione marginale al risparmio sia sufficientemente grande. Sotto tali ipotesi la disequazione (9) risulta soddisfatta ed occorre un aumento della spesa pubblica.

#### Casi corretti di politica di bilancio
1. Se la disequazione (9) è soddisfatta un aumento della spesa pubblica fa aumentare il PIL e il numero di occupati mentre fa crescere il tasso di interesse.
2. Se la disequazione (9) non è soddisfatta una diminuzione della spesa pubblica fa crescere il PIL e il numero di occupati mentre fa decrescere il tasso di interesse.

#### Casi errati di politica di bilancio
1. Se la disequazione (9) è soddisfatta una diminuzione della spesa pubblica fa decrescere il PIL e il numero di occupati mentre fa crescere il tasso di interesse.
2. Se la disequazione (9) non è soddisfatta un aumento della spesa pubblica fa decrescere il PIL e il numero di occupati mentre fa crescere il tasso di interesse e l'inflazione.

## Interventi indiretti nell'economia
Norberto Bobbio parla di "fuga nel diritto privato" per indicare la contrazione dell'area del diritto pubblico dell'economia in favore del diritto privato dell'economia, la cui caratteristica principale è la presenza, nel settore dei compiti tradizionalmente pubblici, di operatori privati (tra cui il genus controverso degli organismi di diritto pubblico) e l'utilizzo di modelli contrattuali (nati nella pratica commerciale), ma soprattutto la presenza di strutture nuove preordinate alla tutela degli interessi emergenti: le cosiddette Autorità amministrative indipendenti.
Via via che si riduce il fenomeno dell'intervento diretto nell'economia, in favore di un intervento indiretto, assume una portata sempre più pregnante l'art. 41 della Costituzione, che riserva alla legge la predisposizione di programmi e controlli sulle attività economiche a fini sociali.
I programmi e i controlli devono essere opportuni, nel senso che non devono ostacolare la realizzazione del principio di uguaglianza sotteso all'art. 3 della Costituzione.
In breve, tra i "programmi" rientrano gli atti di pianificazione, le leggi finanziarie e relativi "collegati", il D.P.E.F. (Documento di programmazione economica e finanziaria) ed altri interventi settoriali quali il Piano di edilizia residenziale di cui alla legge n. 179 del 1992, il piano per l'energia di cui alla delibera del Consiglio dei ministri del 9 gennaio 1991, il Piano di tutela ambientale di cui alla lege n. 305 del 1989, ed altri.
Fra i "controlli" rientrano misure eterogenee, dalle concessioni alle autorizzazioni, all'imposizione di prezzi amministrati, agli accertamenti sulla qualità di determinate merci, ecc.
La Costituzione non prevede un terzo tipo di intervento indiretto, oltre ai programmi ed ai controlli: tuttavia, la "regolazione" è un fenomeno di vasta diffusione ed in via di costante espansione. Le Autorità amministrative indipendenti svolgono un'azione di regolazione e vigilanza, imponendosi come soggetti equidistanti rispetto agli operatori economici che agiscono nei vari settori "vigilati".